# Kwun Tong (stacja metra)
Kwun Tong (chiński: 觀塘) – stacja MTR, systemu szybkiej kolei w Hongkongu, na Kwun Tong Line. Położona jest w obszarze Kwun Tong.
Stacja została otwarta 1 października 1979.